# Interception
Interception, przejęcie – pojęcie w futbolu amerykańskim określające sytuację, w której dochodzi do przechwycenia przez zawodnika obrony podania rzuconego przez rozgrywającego zespołu atakującego.
W wyniku przejęcia posiadanie piłki przechodzi automatycznie z jednej drużyny do drugiej, zaś zawodnik przechwytujący piłkę natychmiast stara się zdobyć pole.
Podania najczęściej przechwytują zawodnicy występujący na pozycjach linebacker (grający bliżej linii wznowienia gry) oraz cornerback i safety (odcinający od podań skrzydłowych).

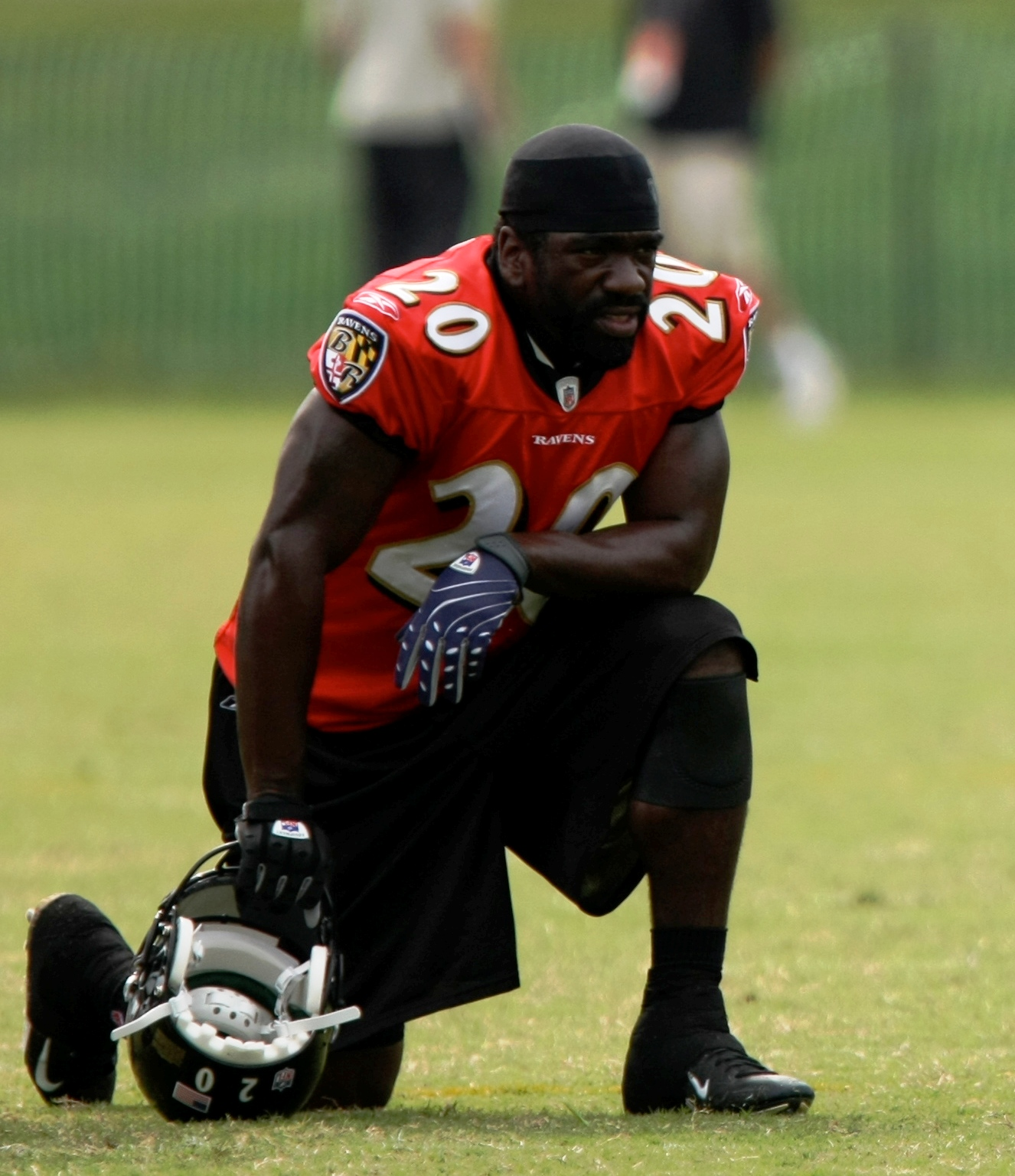
Ed Reed (Baltimore Ravens) - rekordzista NFL w najdłuższym biegu po przejęciu (107 jardów) oraz liczbie jardów (1 506) zdobytych po przejęciach

## RekordyNFL- sezon regularny*
- przejęcia (kariera): 81 - Paul Krause (1964-79)
- przejęcia (sezon): 14 - Dick Lane (1952)
- przejęcia (mecz): 4 - 19 zawodników

- przyłożenia w wyniku przejęcia (kariera): 12 - Rod Woodson (1987-2003)
- przyłożenia w wyniku przejęcia (sezon): 4 - 3 zawodników
- przyłożenia w wyniku przejęcia (mecz): 2 - wielu zawodników

- jardy zdobyte w wyniku przejęcia (kariera): 1 506 - Ed Reed (2002-2015)
- jardy zdobyte w wyniku przejęcia (sezon): 376 - Darren Sharper (2009)
- jardy zdobyte w wyniku przejęcia (mecz): 177 - Charlie McNeil (24 września 1961)
- najdłuższy bieg z piłką po przejęciu (zakończony przyłożeniem): 107 jardów - Ed Reed (23 listopada 2008)

*stan na 17 września 2012